# 东岭乡
东岭乡，是中华人民共和国吉林省松原市长岭县下辖的一个乡镇级行政单位。

## 行政区划
东岭乡下辖以下地区：
朝阳村、海丰村、东升村、张家炉村、六家子村和糜子场村。